# Bronisław Hager
Bronisław Hager (ur. 30 stycznia 1890 w Miłosławiu, zm. 30 czerwca 1969 w Tarnowskich Górach) – polski lekarz, działacz niepodległościowy i społeczny, poseł na Sejm Śląski III kadencji.

## Życiorys
Był synem lekarza Maksymiliana i Karoliny z Urbanowskich Hagerów. Rodzice wychowywali go w polskim duchu patriotycznym. Do szkoły powszechnej uczęszczał początkowo w Pszczewie, a potem w Pszczynie (dokąd przeprowadziła się rodzina Hagerów). W wieku trzynastu lat rozprowadzał ulotki na rzecz wyboru Wojciecha Korfantego do Koła Polskiego w parlamencie niemieckim. Od 1900 uczęszczał do gimnazjum w Pszczynie, a maturę zdał w 1908 w Lucernie w Szwajcarii, gdzie przebywał na zaproszenie wuja. Początkowo studiował medycynę w Szwajcarii, ale po roku przeniósł się do Krakowa. Dyplom lekarza uzyskał 27 marca 1914 w Collegium Medicum Uniwersytetu Jagiellońskiego. Po studiach do wybuchu I wojny światowej pracował w klinice ginekologiczno-położniczej i pogotowiu w Krakowie.
Podczas I wojny światowej, zmobilizowany do wojska austriackiego, służył w różnych formacjach sanitarnych szpitala polowego 5/I pod egidą austriackiego Czerwonego Krzyża. Przez kilka miesięcy był jedynym lekarzem „szpitala cholerycznego”, za co został odznaczony Złotym Krzyżem Zasługi z Koroną na Wstędze oraz Srebrnym Krzyżem Zasługi Austriackiego Czerwonego Krzyża. Po wojnie był w niewoli ukraińskiej, z której w czerwcu 1919 wrócił do domu rodzinnego w Zabrzu.
W lipcu 1919 rozpoczął pracę jako lekarz gminny w Zabrzu. Od sierpnia 1919 kierował chórem męskim „Moniuszko”. Po I powstaniu śląskim założył Delegaturę Komisarza Opiekuńczego Polskiego Czerwonego Krzyża na Niemcy z siedzibą w Zabrzu, którą kierował. W pracy tej pomagali mu starsza siostra Anna i jej narzeczony Wiktor Przybyła.
W tym samym roku Korfanty mianował go komisarzem plebiscytowym na powiat zabrski. W 1920 poślubił Stanisławę Ludmiłę Rudzką, z którą miał córki Bożenę Hager-Małecką (1921–2016), Wiesławę oraz syna Stanisława. Gdy wybuchło III powstanie śląskie został komisarzem cywilnym, a także lekarzem pułku im. Stefana Czarnieckiego.
Po pozostaniu Zabrza w granicach Niemiec, w czerwcu 1922 roku przeniósł się do Tarnowskich Gór, gdzie został lekarzem powiatowym. W wyborach samorządowych zdobył mandat radnego miasta Tarnowskie Góry. Objął stanowisko wiceburmistrza, które pełnił w latach 1927–1930. Był także posłem na III Sejm Śląski, zajmował się pracami w komisjach: budżetowej, socjalnej i szkolnej.
Brał udział w kampanii wrześniowej początkowo w Tarnowskich Górach, a potem w szpitalu polowym w Tarnopolu. Po kampanii przedostał się poza granice Polski i dotarł do Francji. Tam został przydzielony do Centrum Wyszkolenia Sanitarnego w Combourg. W czerwcu 1940 ewakuowano go do Wielkiej Brytanii, gdzie pełnił służbę w różnych jednostkach sanitarnych (m.in. w Perth). W sierpniu 1941 Hager został przeniesiony do służby cywilnej i do 1943 r. był lekarzem szkolnym polskiego gimnazjum w Szkocji.
Od listopada 1943 był kierownikiem Sekcji Lekarskiej w Ministerstwie Odbudowy Administracji Publicznej Rządu Polskiego w Londynie, a od 3 stycznia 1945 członkiem Rady Narodowej Rzeczypospolitej Polskiej jako przewodniczący Komisji Prawno Politycznej oraz członek Komisji Spraw Zagranicznych. 13 czerwca 1945 Hager został mianowany przez powstającą Organizację Narodów Zjednoczonych lekarzem do spraw pomocy i odbudowy UNRRA. Z jego polecenia utworzono pod Monachium dwa duże szpitale dla więźniów obozów koncentracyjnych. W sierpniu 1946 na własną prośbę został zwolniony ze służby na rzecz UNRRA i powrócił z Niemiec do Londynu w celu demobilizacji. Stamtąd 22 listopada 1946 powrócił do Tarnowskich Gór.
Po wojnie aż do 1967 pracował jako lekarz w Chorzowie, potem w Tarnowskich Górach.
Zmarł 30 czerwca 1969 w Tarnowskich Górach, lecz na jego własne życzenie pochowano go na cmentarzu miejskim w Zabrzu.

## Nagrody i odznaczenia
- 1916 – Złoty Krzyż Zasługi z Koroną na Wstędze i Srebrny Krzyż Zasługi Austriackiego Czerwonego Krzyża za pracę w Szpitalu Cholerycznym
- 1923 – Krzyż Kawalerski Orderu Odrodzenia Polski[1] (wręczony mu osobiście przez prezydenta Wojciechowskiego)
- Śląski Krzyż Powstańczy
- Medal Niepodległości
- Gwiazda Górnośląska
- 1964 – Krzyż Komandorski Orderu Odrodzenia Polski
- 1964 – Złota Odznaka Zasłużonemu w Rozwoju Województwa Katowickiego
- 1964 – Odznaka „Za wzorową pracę w służbie zdrowia”
- 1965 – Odznaka „Zasłużony Działacz Towarzystwa Rozwoju Ziem Zachodnich”

## Upamiętnienie

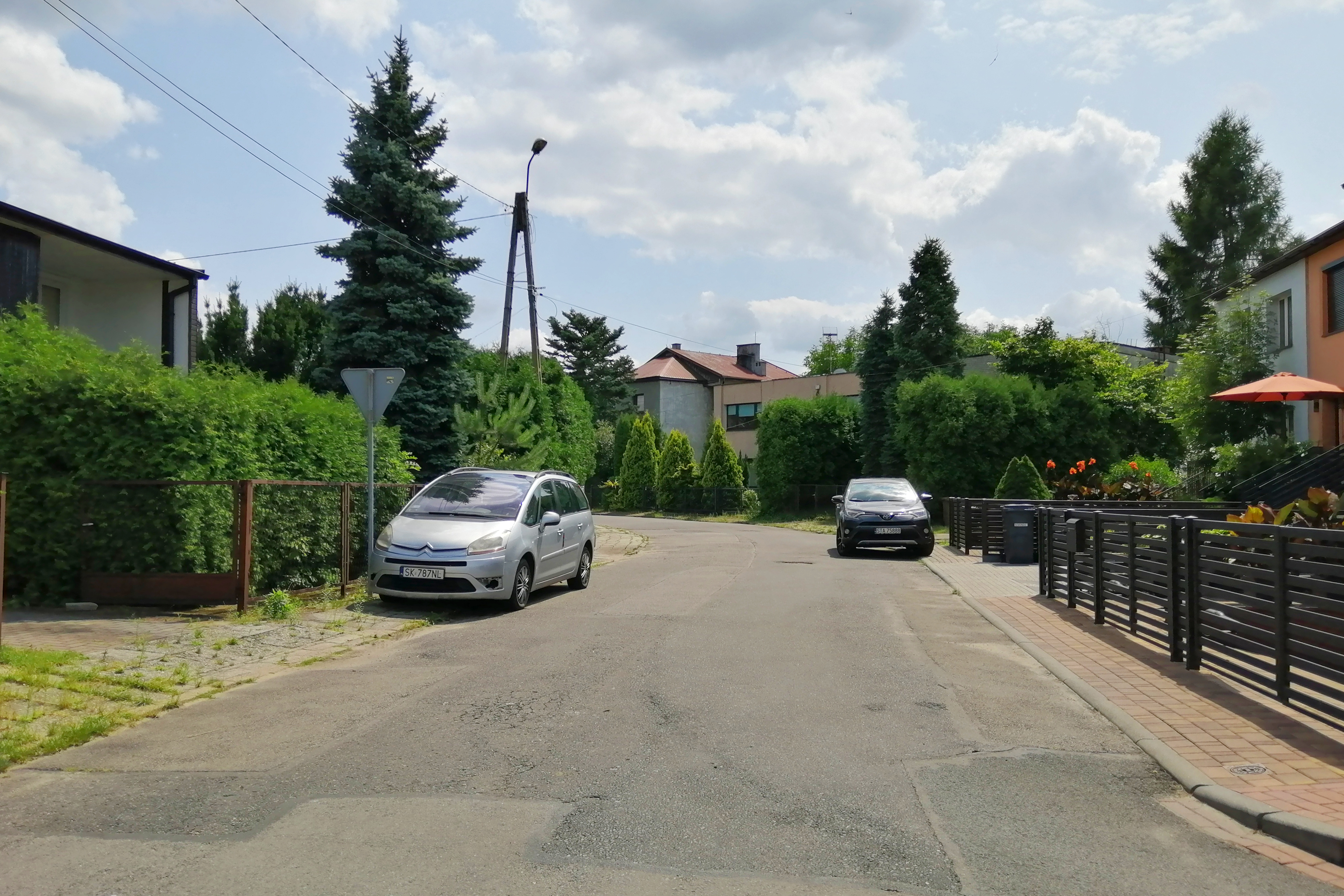
Ulica Bronisława Hagera w Tarnowskich Górach

Imię dr. Bronisława Hagera nosi ulica w Zabrzu, łączącą ul. Tarnopolską z ul. Bytomską (6 czerwca 1965).
Jest patronem Zespołu Szkół Spożywczych w Zabrzu przy ul. Franciszkańskiej 13 od roku szkolnego 2002/2003,
Jest patronem Klubu Honorowych Dawców Krwi przy Hucie Zabrze (4 marca 1988).
Jest patronem Przychodni Wielospecjalistycznej przy ul. Piłsudskiego 16 w Tarnowskich Górach. Płaskorzeźba głowy dr. Bronisława Hagera przy wejściu do gmachu Przychodni z napisem „Bronisław Hager ur. 30.01.1890, zm. 30.06.1969. Pionier społecznej służby zdrowia. Działacz plebiscytowy” została odsłonięta 25 stycznia 1976 przez wojewodę katowickiego gen. Jerzego Ziętka.
W budynku Urzędu Miejskiego przy ul. Wolności 286 w Zabrzu jest tablica pamiątkowa treści: „W tym gmachu mieściła się w latach 1918–1920 Polska Rada Ludowa, a w czasie 1920/21 Powiatowy Komisariat Plebiscytowy. Prezesem Rady Ludowej był dr Bronisław Hager. W czasie Powstań Śląskich mieściła się tu Powiatowa Komenda Wojsk Powstańczych pod dowództwem płk Szędzielorza Fryderyka”.
Na mocy uchwały nr XIX/97/87 Miejskiej Rady Narodowej w Tarnowskich Górach z dnia 22 czerwca 1987 r. w sprawie nadania nazw ulicom w Tarnowskich Górach jednej z ulic dzielnicy Strzybnica nadano nazwę ulica Dr Bronisława Hagera.
Imię Bronisława Hagera nosi również Wielospecjalistyczny Szpital Powiatowy w Tarnowskich Górach.